# 二階堂行久
二階堂 行久（にかいどう ゆきひさ）は、鎌倉時代前期から中期にかけての武士。鎌倉幕府評定衆。

## 略歴
元久2年（1205年）、二階堂行村の子として誕生。寛元元年（1243年）、出家し行日を名乗る。
建長元年（1249年）、評定衆となる。『吾妻鏡』には寛喜2年（1230年）12月9日から弘長3年（1263年）正月18日まで記載がある。
弘長元年（1261年）幕府は新制を発して評定衆と引付衆から誓書を徴したが、行久は提出しなかったため除名となった。
文永3年（1267年）、死去。

## 官歴
- 延応元年（1239年）4月13日 - 検非違使補任、左衛門尉[2]。
- 仁治2年（1241年）4月9日 - 叙留[3]。
- 仁治2年（1241年）7月26日 - 従五位上[3]。
- 寛元元年（1243年）4月9日 - 常陸介[3]。
- 寛元3年（1245年）9月 - 出家[3]。
- 建長元年（1249年）7月 - 鎌倉幕府評定衆[4]。
- 弘長元年（1261年）3月 - 除評定衆[3]。
- 文永3年（1267年）12月17日 - 卒、享年62[3]。

## 関連史料
- 「Kokushikan nichiroku」 - 著者:Gahō Hayashi、Shunsai Hayashi、山本武夫、Takeo Yamamoto　出版社:八木書店、2005年、ISBN- 4797112948、ISBN-9784797112948